# Прјора (Торино)
Прјора је насеље у Италији у округу Торино, региону Пијемонт.
Према процени из 2011. у насељу је живело 37 становника. Насеље се налази на надморској висини од 365 м.